# 同蒲铁路管理局旧址
同蒲铁路管理局旧址位于山西省太原市杏花岭区建设北路202号 ，2011年12月31日被列入太原市文物保护单位。
同蒲铁路管理局旧址建于民国二十五年（1936年），《太原市志》载其建于民国22年（1933年），是一座混凝土结构西式楼房，坐东朝西，主体四层，两侧为三层，占地面积2,000平方米，有房间近百，现为太原铁路局使用。